# Meistaraflokkur 1938
La Meistaraflokkur 1938 fu la 27ª edizione del campionato di calcio islandese concluso con la vittoria del Valur al suo sesto titolo.

## Formula
Dopo la pausa nella stagione precedente il Víkingur prese di nuovo parte alla competizione che fu disputata così da quattro squadre che si affrontarono in un turno di sola andata per un totale di tre partite.

## Squadre partecipanti
| Club     | Città     | Posizione 1937     |
| -------- | --------- | ------------------ |
| Fram     | Reykjavík | 3°                 |
| KR       | Reykjavík | 2°                 |
| Valur    | Reykjavík | Campione d'Islanda |
| Víkingur | Reykjavík | Non partecipante   |

Tutti gli incontri si disputarono allo stadio Melavöllur, impianto situato nella capitale.

## Classifica finale
|                    | Pos. | Squadra  | Pt | G | V | N | P | GF | GS | DR |
| ------------------ | ---- | -------- | -- | - | - | - | - | -- | -- | -- |
| Islanda (bandiera) | 1.   | Valur    | 5  | 3 | 2 | 1 | 0 | 11 | 9  | +2 |
|                    | 2.   | Víkingur | 3  | 3 | 1 | 1 | 1 | 6  | 6  | +0 |
|                    | 3.   | Fram     | 2  | 3 | 0 | 2 | 1 | 7  | 8  | -1 |
|                    | 4.   | KR       | 2  | 3 | 0 | 2 | 1 | 5  | 6  | -1 |

Legenda:

      Campione di Islanda
Note:

Due punti a vittoria, uno a pareggio, zero a sconfitta.

### Verdetti
- Valur Campione d'Islanda 1938.